# 고하도 이충무공 기념비
고하도이충무공기념비(高下島李忠武公紀念碑)는 대한민국 전라남도 목포시 달동에 있는 조선시대의 비석이다. 1974년 9월 24일 전라남도의 유형문화재 제39호로 지정되었다.

## 개요
목포시에 속한 고하도(高下島)라는 섬에 서 있는 비로, 충무공 이순신 장군의 탁월한 전략을 기리고 있다. 임진왜란 당시 장군은 승리를 이끌기 위해서는 무엇보다 군량을 저장해두는 것이 중요할 것으로 보고, 군사적 요충지인 이 섬에다 양식을 비축하여 두었다 한다.
비를 세우는 공사는 통제사 오중주에 의해 시작되어, 경종 2년(1722) 8월에 공의 5대손인 이봉상에 의해 마무리되었다. 남구만이 비문을 짓고, 조태구가 글씨를 썼으며, 지금은 커다란 비각을 세워 보존하고 있다.

## 참고 자료
- 고하도이충무공기념비 - 국가유산청 국가유산포털